# Petrit Dume
Petrit Dume, född den 20 maj 1920, död den 5 december 1975, var en albansk kommunistisk politiker.
Petrit Dume gick i yrkesskola i Korça. Under andra världskriget deltog han i den kommunistiska motståndsrörelsen. Han hade ett befäl över en stridsstyrka. Efter kriget, 1945–1947 och 1954–1956, skolades han i Moskva och vid sitt återvändo ingick han i generalstaben i den albanska armén. I juni 1956 blev han fullvärdig medlem i det kommunistiska partiets centralkommitté och var även ledamot av Albaniens parlament. Under Enver Hoxha-utrensningarna avskedades han från armén, blev åtalad och avrättad.